# Среда передачи
Среда передачи данных (англ. media) — физическая субстанция, по которой происходит передача (перенос) той или иной информации (данных) от источника (передатчика, отправителя) к приёмнику (получателю). Информация переносится с помощью сигналов. Сигналы могут иметь различную природу:
- электрическую (электроны по меди, заряженные ионы);
- механическую (звуковые волны по воздуху, сейсмические волны в грунте);
- электромеханическую;
- электромагнитную (радиоволны по воздуху, в безвоздушном пространстве или в грунте);
- оптическую (свет лазера по оптоволокну).

Среда передачи может быть естественной или искусственной. Среда передачи данных является составной частью канала связи.

## Естественные среды
- Космическое (безвоздушное) пространство. Сигналы:
  - электромагнитное излучение;
    - свет;
    - рентгеновское излучение;

  - и другие виды излучения.
- Газообразные среды. Сигналы:
  - радиоволны.
- Жидкие (киселеобразные) среды. Сигналы:
  - звуковые волны.
- Твёрдые среды (грунт, камень, дерево). Сигналы:
  - звуковые волны;
  - сейсмические волны.

Звуковые и сейсмические волны хорошо проводятся твёрдыми материалами естественного происхождения (камень, дерево), что используется при создании электромеханических устройств приёма-передачи информации.

## Искусственные среды
Искусственные среды для передачи сигналов по большей части представлены проводами и кабелями:
- Оптический кабель. Материалы (среды): стекло и/или пластик. Сигнал — свет (электромагнитная волна) переносится за счёт эффекта полного внутреннего отражения.
- Кабели, провода с металлическим проводником. Виды: коаксиальный кабель, витая пара и другие. Материалы (среды): медь и другие проводники. Сигнал — электроны/заряженные ионы передаются за счёт различия уровней напряжения на разных концах проводника (за счёт разности потенциалов).
- Углеродное волокно и ткани из углеродных волокон[1]. Материал (среда): углерод. Сигналы электрические.